# Marie-Thérèse Mutin
Marie-Thérèse Mutin (ur. 17 listopada 1939 w Cessey-sur-Tille) – francuska polityk, nauczycielka, wydawca i działaczka samorządowa, posłanka do Parlamentu Europejskiego IV kadencji.

## Życiorys
Uzyskała uprawnienia nauczyciela, pracowała w tym zawodzie w latach 1960–1995. Założyła następnie prywatne wydawnictwo Les Éditions Mutine, wydawała za jego pośrednictwem m.in. własne książki (w tym Entre Chien et Loup w 2011).
Była długoletnią działaczką Partii Socjalistycznej, z której została wykluczona w 1998. Kierowała jej strukturami w departamencie Côte-d’Or, od 1979 zasiadała w komitecie kierowniczych, a od 1993 w biurze wykonawczym PS. W 1971 objęła stanowisko zastępcy mera Cessey-sur-Tille, od 1974 do 1995 pełniła funkcję mera tej miejscowości. W latach 1986–1992 z listy socjalistów i w latach 1998–2004 z ramienia niezależnej listy wyborczej była radną regionu Burgundia. W 1997 objęła wakujący mandat eurodeputowanej IV kadencji, który wykonywała do 1999. W 2012 wspierała kandydaturę Jeana-Luca Mélenchona w wyborach prezydenckich.